# 클라렌스 페리

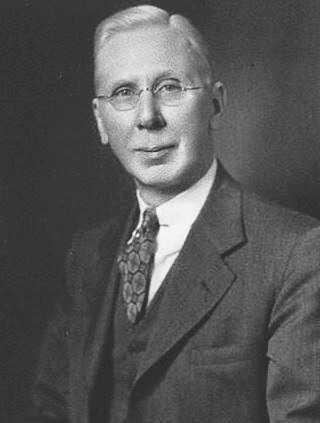
1935년 모습

클라렌스 페리(Clarence Perry, 본명: 클라렌스 아서 페리, Clarence Arthur Perry, 1872년 3월 4일 – 1944년 9월 6일)는 미국의 도시 계획가, 사회학자, 작가, 교육자였다. 페리는 1929년 뉴욕 및 그 주변 지역 계획을 통해 보급된 주거 지역 사회 계획인 근린 단위 계획을 고안했으며 이는 미국 도시 계획에 영향을 미쳤다.

## 사망
72세의 나이로 뉴욕주 뉴로셸에서 1944년 9월 5일 사망했다. 뉴욕주 코틀랜트매너의 힐사이드 묘지에 묻혔다.